# Euthiconus tener
Euthiconus tener is een keversoort uit de familie van de kortschildkevers (Staphylinidae). De wetenschappelijke naam van de soort werd voor het eerst geldig gepubliceerd in 1897 door Casey als Ascydmus tener.